# 3512 Eriepa
3512 Eriepa è un asteroide della fascia principale. Scoperto nel 1984, presenta un'orbita caratterizzata da un semiasse maggiore pari a 2,2486059 UA e da un'eccentricità di 0,2485245, inclinata di 7,49191° rispetto all'eclittica.